# Aechmea recurvata
Aechmea recurvata là một loài thực vật có hoa trong họ Bromeliaceae. Loài này được (Klotzsch) L.B.Sm. mô tả khoa học đầu tiên năm 1932.

## Hình ảnh

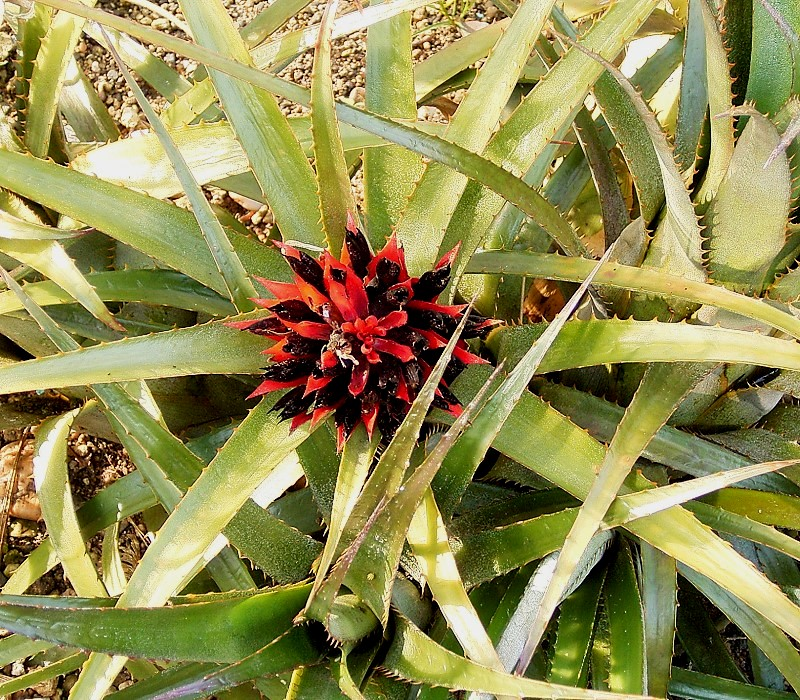
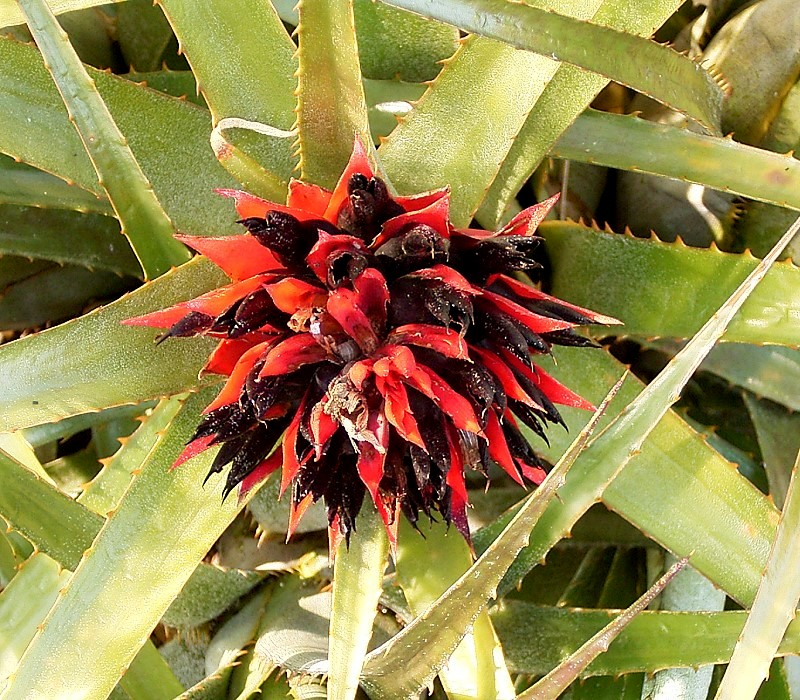
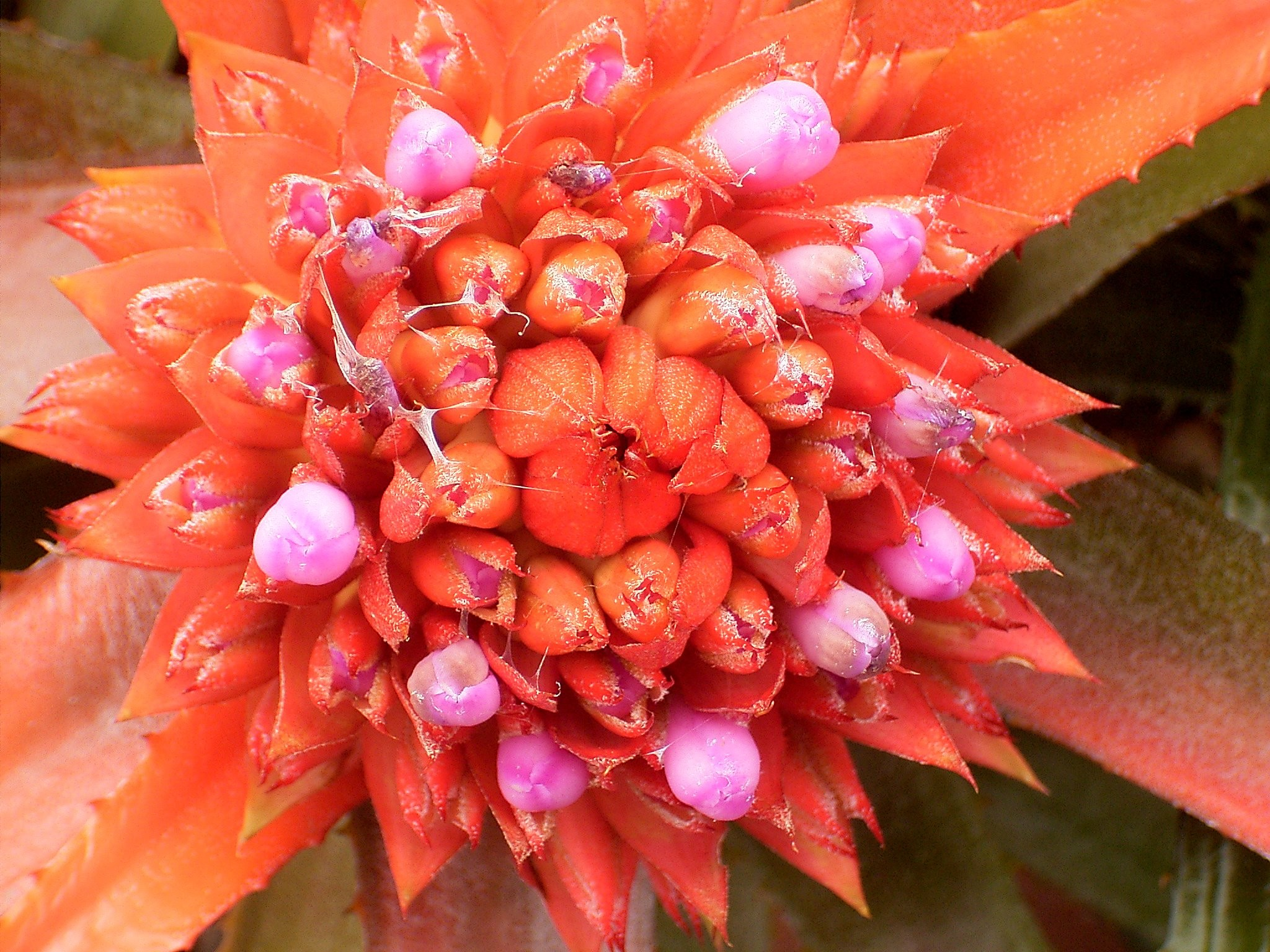
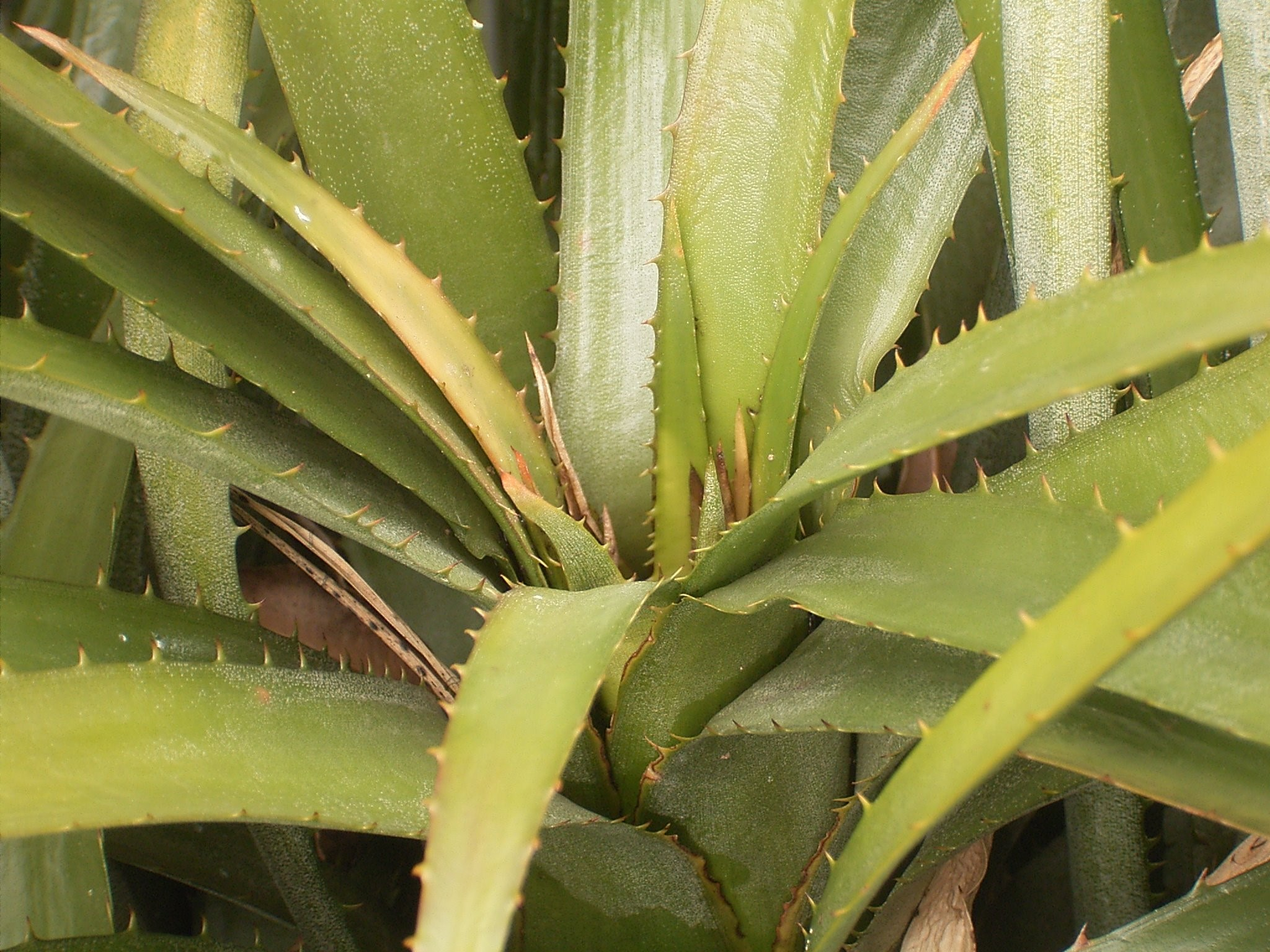